# V. Miklós (ellenpápa)
V. Miklós (1275 körül – 1333. október 16.) néven lépett fel a katolikus egyház legitim pápája, XXII. János pápa ellen a történelem harmincegyedik ellenpápája. Miklós alig két éven keresztül bitorolhatta az egyházfői címet, amelyet igazán sosem szerzett meg. Ő volt az utolsó ellenpápa, amelyet a német-római császár állított a pápa ellenében. A hivatalos vatikáni pápalistákon már a kezdetektől fogva ellenpápaként jegyezték, ezért nem keverendő össze V. Miklós pápával, aki a 15. században legitim feje volt a katolikus egyháznak.

## Élete és pályája
Eredetileg Pietro Rainalducci néven látta meg a napvilágot a lazioi Rieti városához közel fekvő Corvaróban. A krónikák nem írnak bőven életéről, és mindössze annyit lehet tudni az ifjú Pietroról, hogy igen szerény körülmények között nevelkedett. Valószínűleg szakmát tanult, és Közép-Itáliában dolgozott. Szülővárosában letelepedve meg is házasodott. Giovanna Mattei nevű feleségével azonban megromlott a kapcsolata, amit a mélyen vallásos Pietro nehezen tudott elviselni. Miután 1310-ben elváltak egymástól, Pietro úgy döntött, hogy a ferencesek közé áll. Sokáig bűnei miatt vezekelt a kolostorban, mivel a házasság szentségét megszegte. Kezdetben nem sokat törődött a rend belső válságával, de hamarosan a radikális szegénységet valló spirituálisok egyik leghűbb követője lett. Itáliaszerte hirdette a szegénység eszméjét, amelyet az egyháznak és a pápának is követnie kellene. 

Közben a XXII. János ellen küzdő IV. Bajor Lajos, német király szilárdan megvetette lábát a német területeken, és a pápa ellen prédikáló ferences szerzetesekkel és persze egy megfelelő hadsereggel együtt Itáliába vonult. Lajos úgy gondolta, hogy a makacsul küzdő pápát sikerül megbuktatnia, ha az Avignonba költözött egyházfő helyére Rómában valaki mást nevez ki. Emellett a császári koronát is szerette volna megszerezni. Itália északi részében kormányzót nevezett ki, és a ghibellin városok örömére hadat üzent a guelfeknek, akiknek legnagyobb központja akkoriban Rómában volt. Lajosnak 1328 elején sikerült legyőznie I. Róbert, nápolyi király és a guelfek csapatait, így seregével bevonulhatott az örök városba. Pietro ekkor már Lajos kíséretében volt, és csodálta a pápával szembeszálló hatalmasságot. Lajos 1328. január 17-én császárrá koronáztatta magát Sciarra Colonna bíborossal, aki a koronázást követő egyházi tanácson trónbitorlónak nevezte XXII. Jánost, és megfosztotta trónjától. Ezek után a császár által verbuvált választók, akik között az egyszerű nép képviselőitől kezdve kiközösített bíborosok és püspökök is voltak, 1328. május 12-én Pietrot választották meg a katolikus egyház fejének. Még aznap Pietro fejére helyezte Velence püspöke a tiarát a Szent Péter-bazilikában, és a korábbi szerzetes felvette az V. Miklós uralkodói nevet.

## János ellen a király szolgálatában
A Defensor pacis művet alkotó ferencesek, akik Lajos udvarába menekültek János pápa haragja elől, üdvözölték a választást. Ők ugyanis azt hirdették, hogy a pápaság intézménye is a népfelség elvén alapul, tehát a nép választja meg az egyházfőt a császár jóváhagyása mellett. Ez Pietro megválasztásakor tökéletesen érvényesült. A krónikák szerint Miklós hat bíborost nevezett ki, és éppen a pápai udvar berendezésével foglalatoskodott, amikor megváltoztak a politikai viszonyok. Lajos túl nagy adói miatt hamarosan a császár ellen fordultak az addigi itáliai támogatók. Ezért Lajos 1330-ban kénytelen volt visszatérni Németországba, ráadásul rá kellett döbbennie, hogy az ellenpápa valójában használhatatlan eszköz a kezében. A császári sereg védelme nélkül Miklósnak is szednie kellett a sátorfáját, és először Viterbóba, majd Pisa városába menekült. Lajos utasítására itt a császári kormányzó felügyelete alá helyezték. 

A feljegyzések szerint Pisában történt meg, hogy Miklós egy pápai öltözetbe burkolt szalmabábut, aki XXII. Jánost szimbolizálta, nyilvánosan elítélt, majd a katonáknak adott át. Más források szerint a bábut el is égették a város főterén. Azonban Miklós hatalma korántsem állt stabil lábakon. Ugyan kinevezett még húsz püspököt a ferencesek és az ágoston-rendi szerzetesek közül, de legtöbbjük nem ismerte el Miklós valódi hatalmát. Lajos támogatása nélkül semmit sem tudott elérni az ellenpápa, aki lassan belátta, hogy még a János ellen ágáló főpapok is lenézik őt, és egyáltalán nem ismerik el legitim egyházfőnek. 1329 áprilisában János kiközösítette az egyházból, mire Piombino városába kellett menekülnie. Azonban hamarosan belátta, hogy ellenpápaságának nincsen értelme, hiszen senki sem támogatja. Ezért először a pisai érsek előtt gyónta meg bűneit, majd 1330. augusztus 25-én Avignonban a pápa előtt mondott le hivataláról, és János bocsánatáért esedezett. Az egyházfő megkegyelmezett hajdani ellenfelének, de úgy rendelkezett, hogy Pietro nem hagyhatja el a várost. A hajdani ellenpápa így élete hátralévő részét az avignoni ferences kolostorban töltötte el. Végül 1333. október 16-án halt meg. Földi maradványait a kolostor altemplomában temették el.